# آلیوشکینو
آلیوشکینو (انگلیسی: Alyoshkino) یک شهرک در شهرستان فیودوروفسکی استان باشقیرستان در کشور روسیه است.